# Chiesa di Nostra Signora di Loreto (Calice al Cornoviglio)
La chiesa di Nostra Signora di Loreto è un luogo di culto cattolico situato nella frazione di Castello di Calice, in via del Leone, nel comune di Calice al Cornoviglio in provincia della Spezia. La chiesa è sede della parrocchia omonima del vicariato dell'Alta Val di Magra della diocesi della Spezia-Sarzana-Brugnato.

## Storia e descrizione

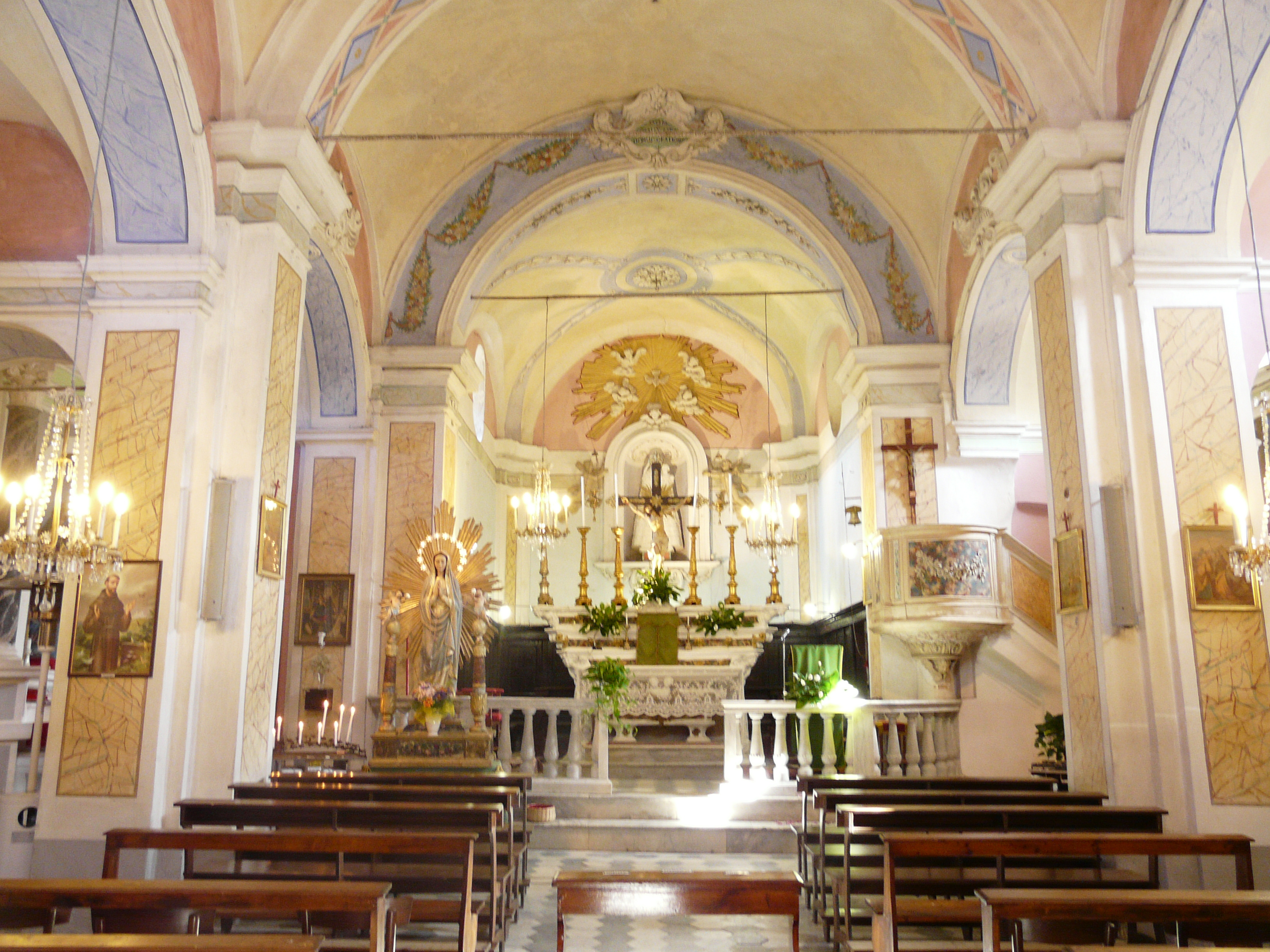
La navata centrale

La sua costruzione avvenne nel 1638 per volere della marchesa Placidia II Spinola, moglie di Carlo Doria del Carretto (al quale Placidia aveva portato in dote il marchesato di Calice e Veppo). Proprio alla marchesa si deve la donazione alla chiesa dei quattro dipinti del XVII secolo. L'unica attribuibile al pittore Agostino Sant'Agostino, del 1660, raffigura i Santi Pietro, Giovanni Battista, Antonio da Padova, Michele Arcangelo e Lorenzo.
Le altre tele raffigurano la Madonna Immacolata tra i santi Bernardino, Margherita, Antonio, Paolo e Anime Purganti, la Madonna del Carmelo e il Bambino Gesù e i santi Caterina e Domenico e un San Luigi Gonzaga. Conserva inoltre, in una teca, una statua della Madonna Addolorata.